# Aspila spergulariae
Aspila spergulariae là một loài bướm đêm trong họ Noctuidae.